# Vladimír Urban
Vladimír Urban (ur. 15 stycznia 1980 w Liptowskim Mikułaszu) – słowacki hokeista. Reprezentant Słowacji.

## Kariera
- MHk 32 Liptowski Mikułasz U20 (1997-2000)
- MHk 32 Liptovský Mikuláš (1997, 1998, 2000-2005)
  -  HC Koszyce (2003)
- HC Dukla Trenczyn (2005-2009)
  -  HK 95 Považská Bystrica (2007)
- MsHK Žilina (2009)
- HKm Zvolen (2009-2010)
- Drakkars de Caen (2010-2011)
- ŠHK 37 Piešťany (2011-2013)
- Ciarko PBS Bank KH Sanok (2013)
- HK Dukla Michalovce (2013-2017)
- HKM Rimavská Sobota (2017/2018)

Wychowanek klubu MHk 32 Liptowski Mikułasz w rodzinnym mieście. Reprezentant juniorskich kadr Słowacji; wystąpił na turnieju mistrzostw świata juniorów do lat 20 w 2000. Ponadto zagrał 10 meczów w seniorskiej reprezentacji kraju. Występował w ekstralidze słowackiej, 1. lidze słowackiej oraz francuskich rozgrywkach Ligue Magnus. W sezonie 2012/2013 wraz z drużyną beniaminka z Pieszczan dotarł do półfinału słowackiej Tipsport Extraligi. Od czerwca 2013 zawodnik Ciarko PBS Bank KH Sanok. Odszedł z klubu 2 grudnia 2013. Od 17 grudnia 2013 zawodnik Dukli Michalovce.

## Sukcesy
Klubowe
- Brązowy medal mistrzostw Słowacji: 2005 z Duklą Trenczyn
- Srebrny medal mistrzostw Słowacji: 2007 z Duklą Trenczyn